# Senovážné náměstí (České Budějovice)
Senovážné náměstí (dříve také náměstí 1. máje, Stalinovo náměstí a Masarykovo náměstí) se rozkládá jihovýchodně od historického centra Českých Budějovic.

## Historie
Původně šlo o prostranství před městskou (Svinenskou) branou, funkci náměstí získalo postupně. Od 14. století k tomuto prostranství přiléhala Rybní ulice lemující Mlýnskou stoku. Od 16. století bylo v prostoru před současnou budovou muzea umístěno popraviště. Ve druhé polovině 18. století začala prostranství lemovat zástavba, zpočátku převážně jednopodlažní. Od počátku 19. století se zde konaly dobytčí trhy, až do roku 1921 také s ovocem, zeleninou, senem a slámou. Z toho důvodu tu byla k dispozici váha na povozy se senem, od které získalo náměstí svůj dnešní název. Později se objevuje pojmenování Masarykovo náměstí, v poválečném období Stalinovo náměstí. Za socialismu došlo k přejmenování na náměstí 1. máje, v roce 1992 se opět vrátil původní název.

### Chronologický seznam historických názvů a označení
- Dobytčí trh – od počátku 19. století
- Viehmarkt
- Viehmarktplatz
- am Viehmarkt
- Senovážné náměstí – od roku 1875[1]
- Heuwaagplatz – německá lidová verze českého názvu
- náměstí Arcivévody Karla Františka Josefa – od roku 1916[1]
- Erzherzog Karl Franz Josef Platz
- Masarykovo náměstí – od roku 1919[1]
- Švehlovo náměstí – od roku 1934[1]
- Horst Wessel Platz – v době okupace
- Stalinovo náměstí – hned po 2. světové válce (oficiální název: Náměstí maršála Stalina)[1]
- náměstí 1. máje – od 1. 5. 1962[1]
- Senovážné náměstí – od 1. 1. 1992[1]

## Významné budovy
- Svinenská brána – jedna ze tří původních hlavních městských bran, existovala od konce 13. století do roku 1845
- hradební věž Manda – dominanta západního rohu náměstí ze 14. století byla zbourána v březnu 1904, čímž se propojily ulice Dukelská a Jirsíkova s Kněžskou a Širokou[2]
- dům U Ferusů – historická budova, jejíž historie sahá do konce 18. století, dnes slouží Národnímu památkovému ústavu
- stará nemocnice – původní českobudějovická nemocnice se nacházela v letech 1829–1913 v místě u současné pošty
- sirotčinec – první budova někdejšího sirotčince vznikla roku 1858, dnes komplex využívá Biskupské gymnázium
- Nadační dům – budova vystavěná v letech 1862-65 Vyšebrodským klášterem dnes slouží Střední škole a Vyšší odborné škole cestovního ruchu
- Policajtský dům – policejní kasárna stála v oblasti současného parkoviště mezi lety 1876–1965
- kostel Svaté rodiny – neogotický kostel tehdejšího klášterního areálu vznikl roku 1888
- Jihočeské muzeum – neorenezanční budova dokončená roku 1901
- Bio-Royal – někdy po roce 1908 vznikla montovaná budova prvního městského biografu, nejpozději v roce 1943 rozebraná a převezená do Frymburku, kde sloužila zhruba do roku 1960[3]
- hlavní pošta – vystavěna v místě zahrady původní nemocnice v letech 1915–1918
- dům kultury Metropol – multifunkční kulturní objekt vystavěný ve dvou etapách (dokončeny 1967 a 1971) pojme 2100 návštěvníků
- dům Služeb – postaven 1968

Nerealizovaný byl projekt nové budějovické katedrály v neorománském slohu, která měla stát v místě současné pošty. Plány byly změněny a finance využity mj. na stavbu kostela sv. Jana Nepomuckého.

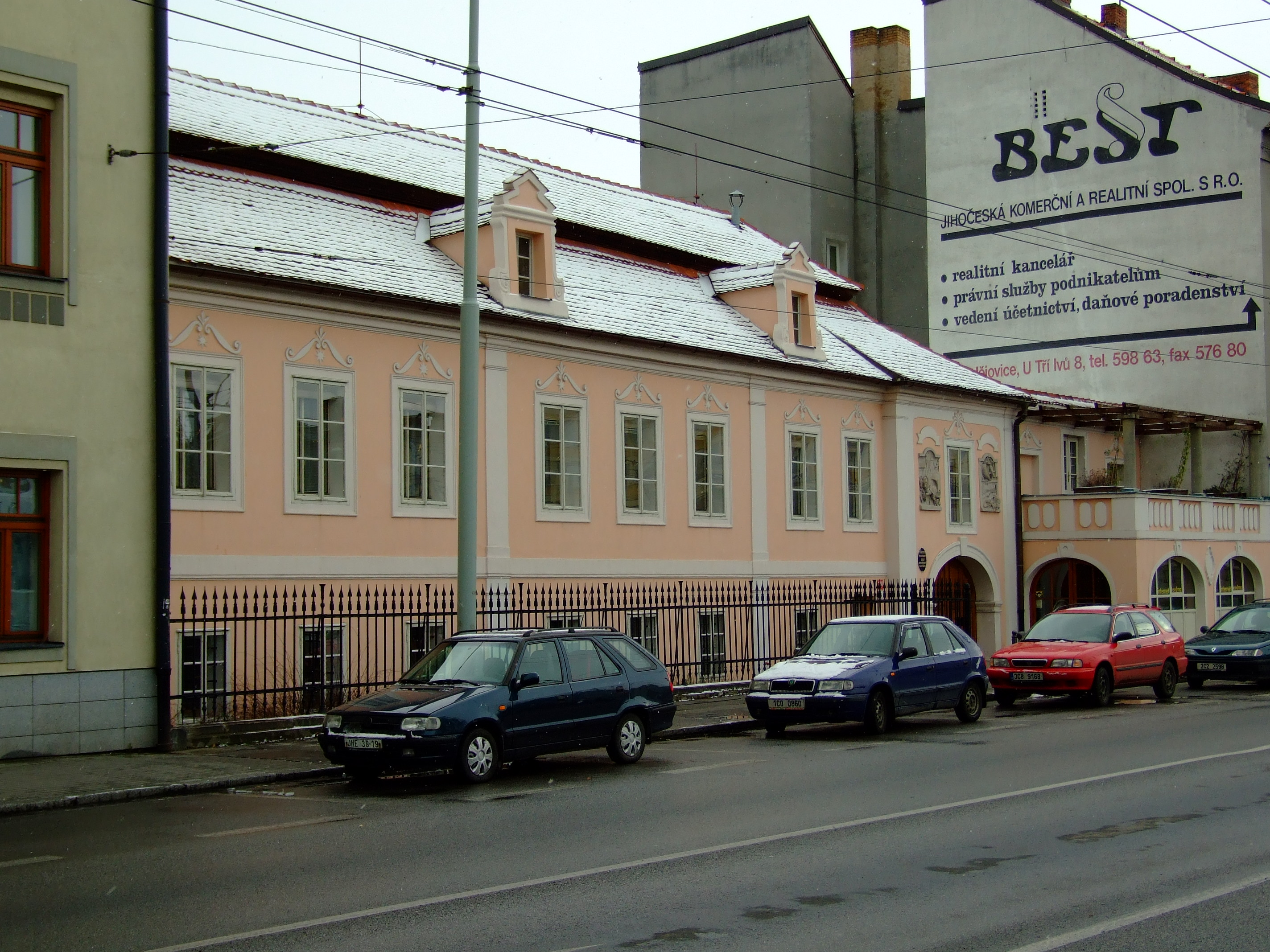
dům u Ferusů
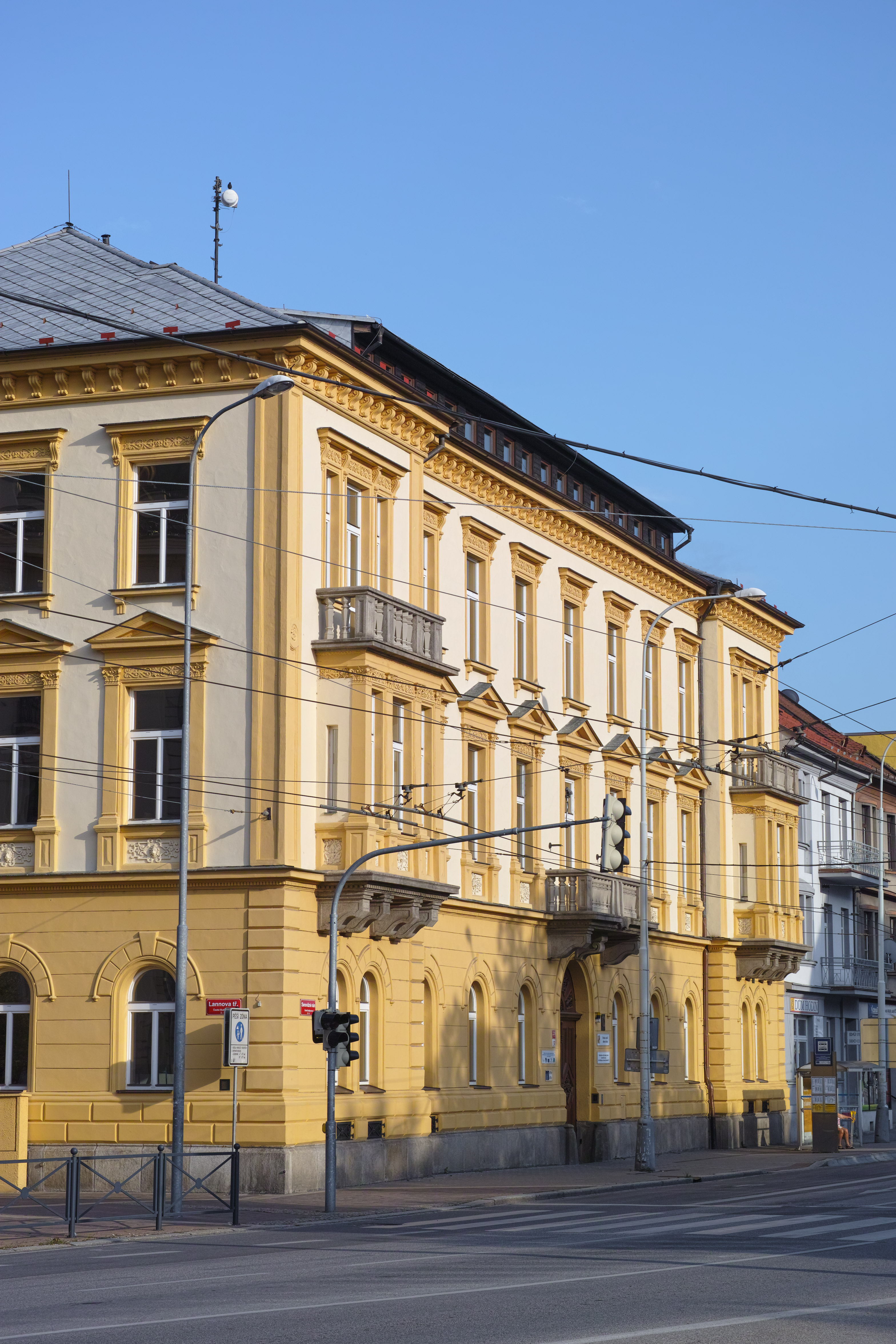
Nadační dům
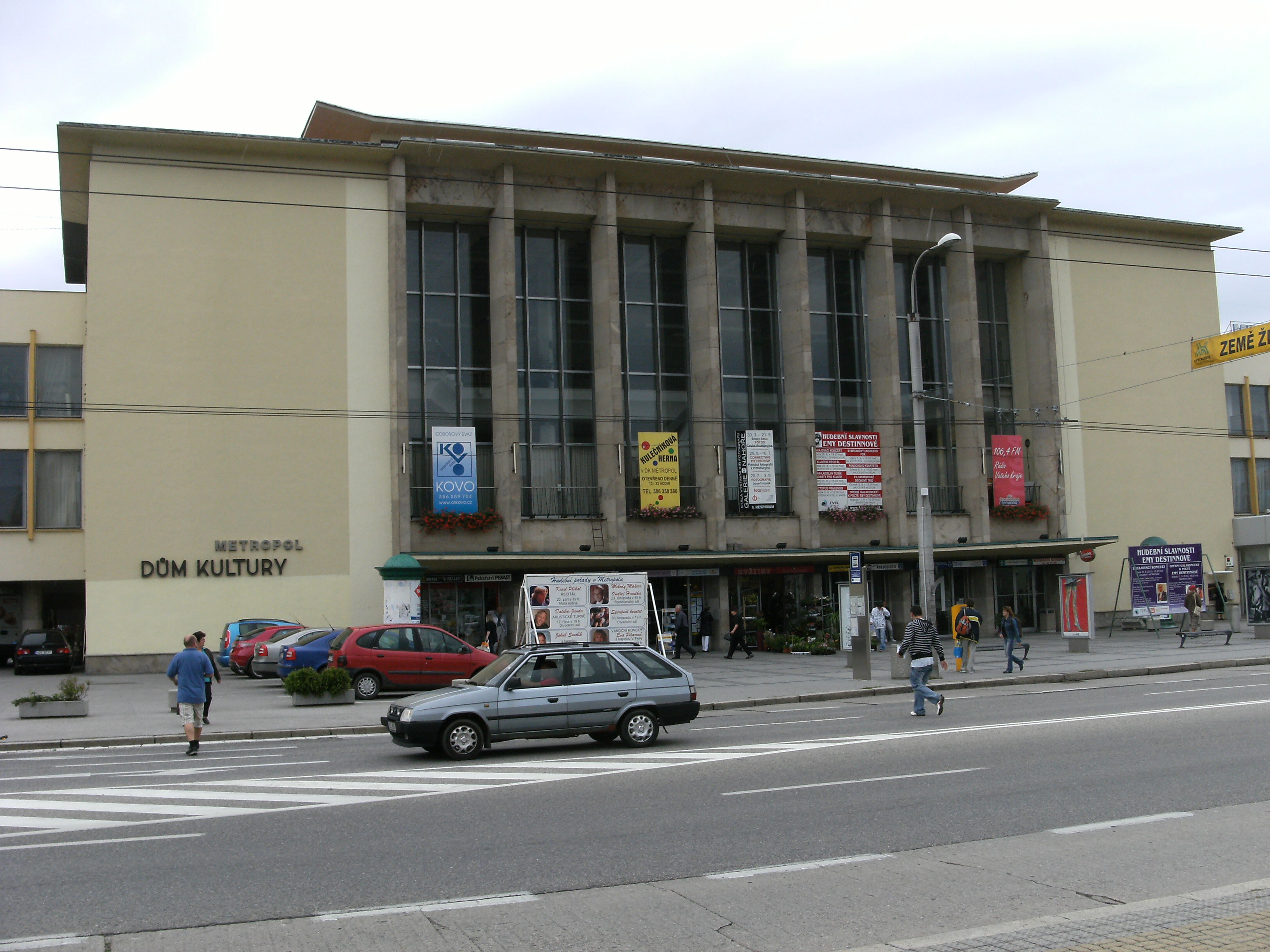
dům kultury Metropol

## Významné objekty
- socha Panny Marie Budějovické – zhotovená roku 1746 barokním sochařem Josefem Dietrichem v gotickém duchu, dočasně umístěna v NPÚ
- sousoší sv. Jana Nepomuckého – od Leopolda Huebera († 1. 10. 1800) s nápisem „od dobrodinců obnoveno 1888“, kulturní památka
- meteorologický sloup – projektovaný a zhotovený v roce 1925 sochařem Janem Vítězslavem Duškem, povodňová značka u paty objektu připomíná výšku vody při povodni 3. září 1888[4]
- pomník plukovníka Josefa Jiřího Švece – umístěn 28. 10. 1928, 1939 odstraněn, 1942 roztaven
- základní kámen nové budovy Jihočeského divadla – umístěn 21. 10. 1945, vandalsky zničen kolem roku 1952 (záměr stavby nebyl uskutečněn)[5]
- pomník V. I. Lenina – umístěný od 11. 12. 1972 do 30. 3. 1990 (dnes oblast parkoviště před muzeem)
- pomník českým válečným letcům RAF – umístěn 2015[6]

Nerealizovaná zůstala monumentální socha Stalina, která se objevovala v soutěžních návrzích na úpravu náměstí z roku 1955. Z důvodu následující kritiky kultu osobnosti bylo od plánů upuštěno a došlo pouze k zakrytí Mlýnské stoky.

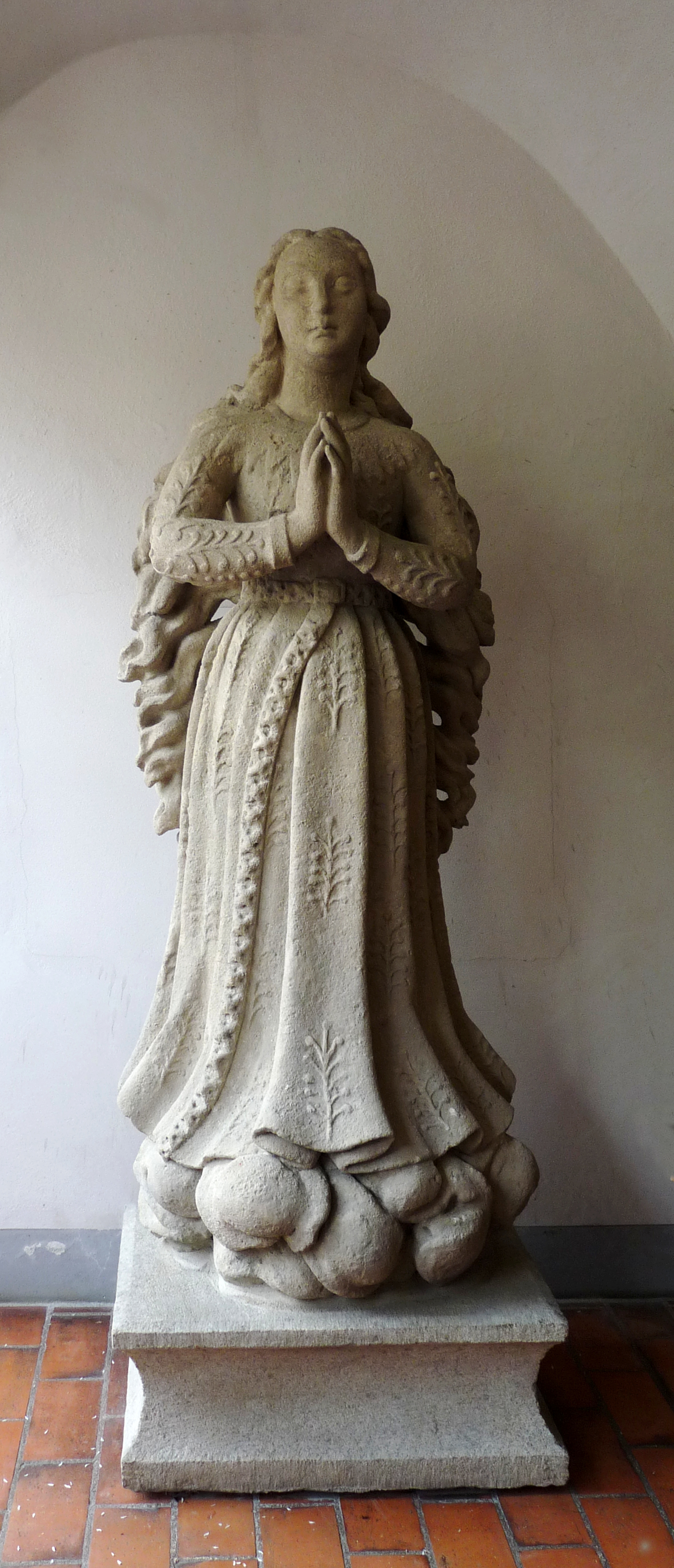
socha Panny Marie Budějovické
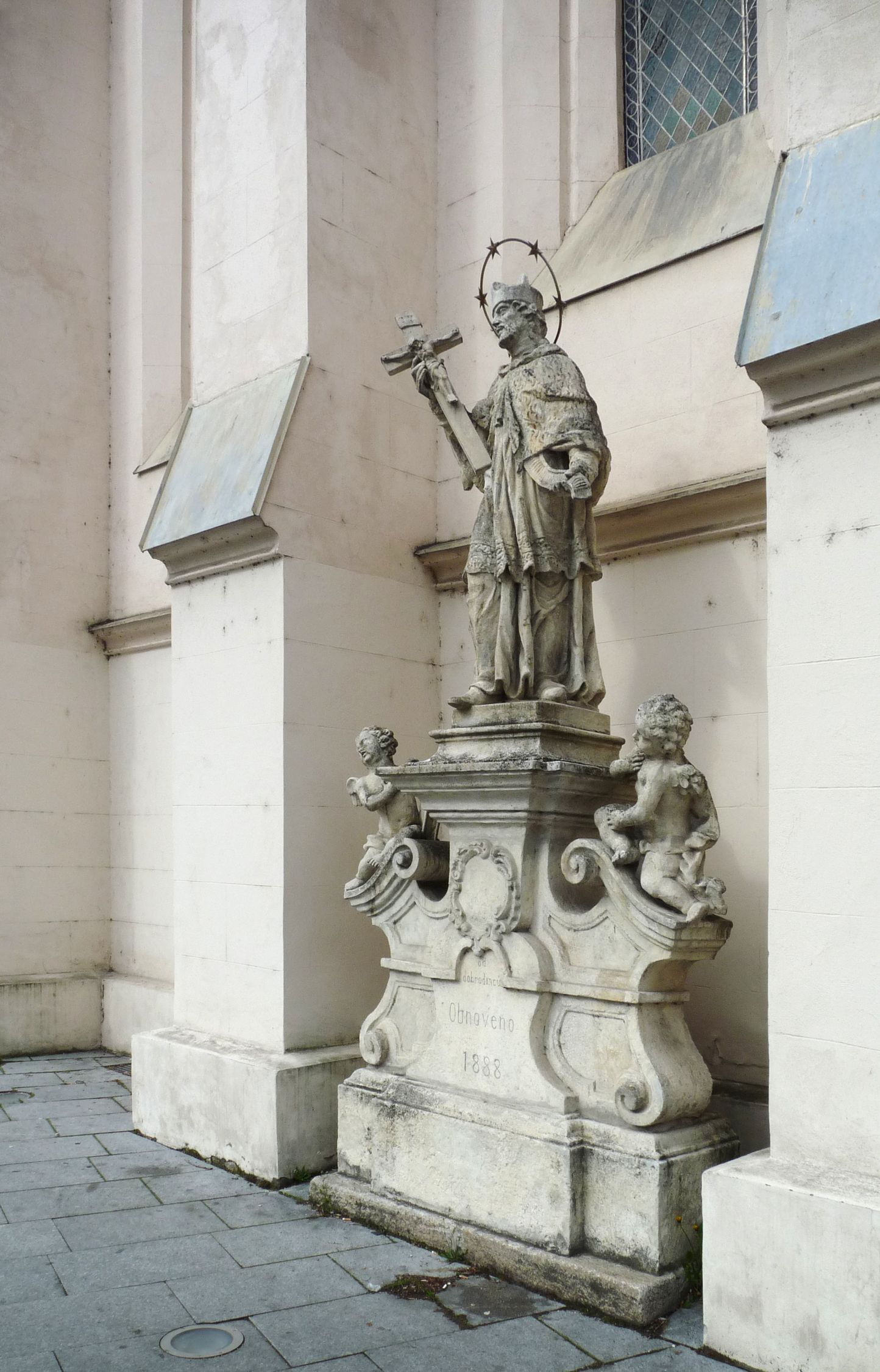
sousoší sv. Jana Nepomuckého
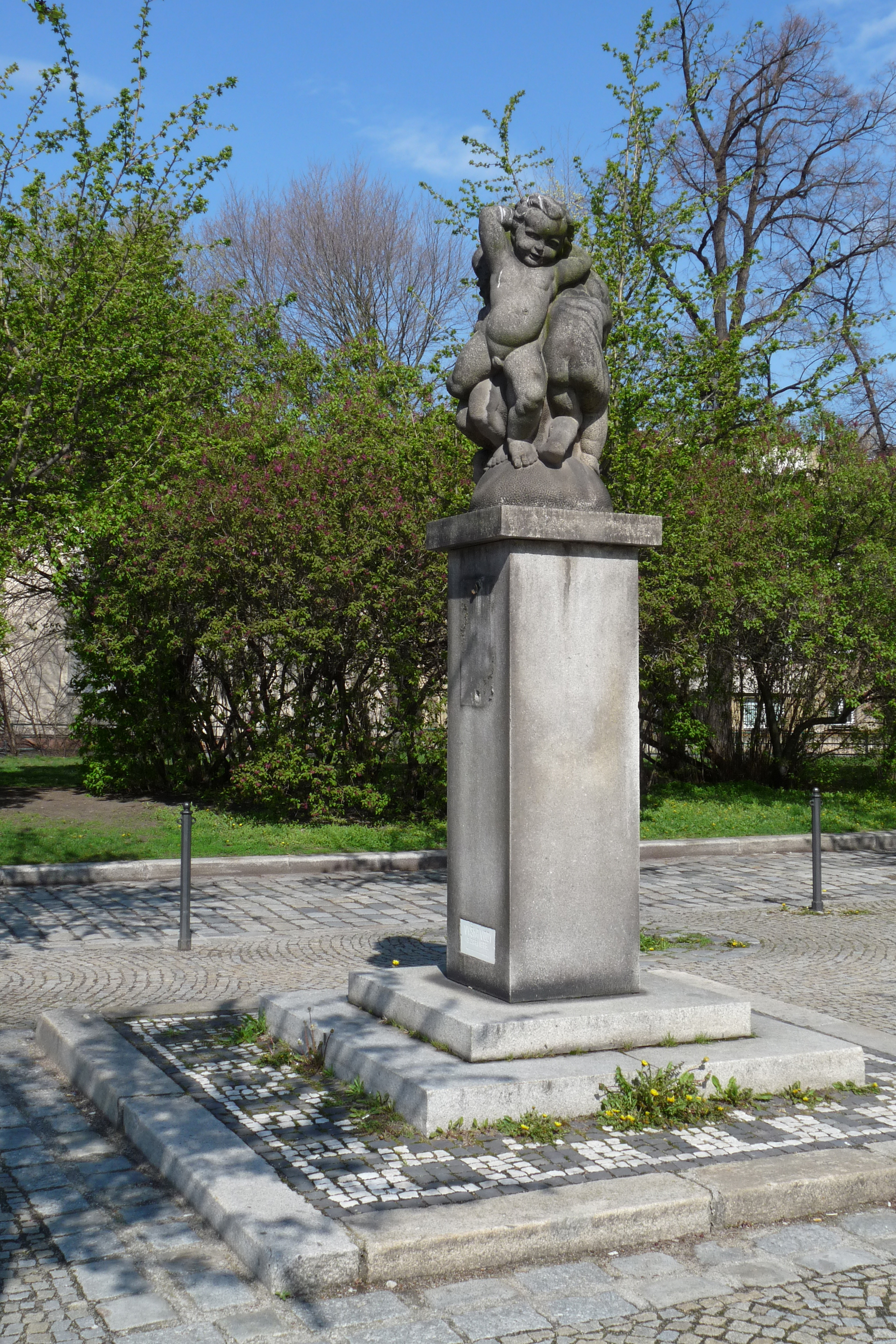
meteorologický sloup
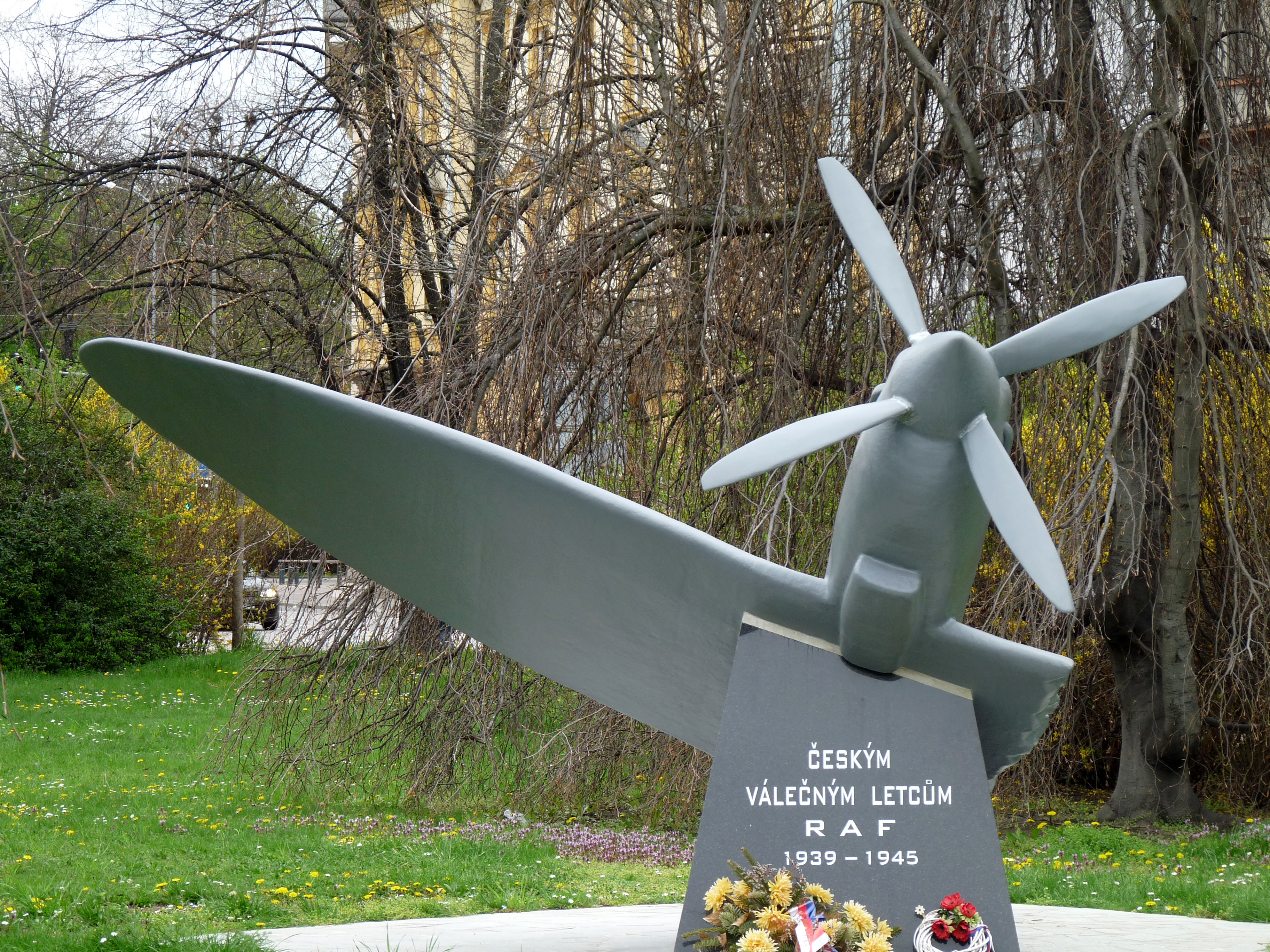
pomník letcům